# روان‌شناسی رشد

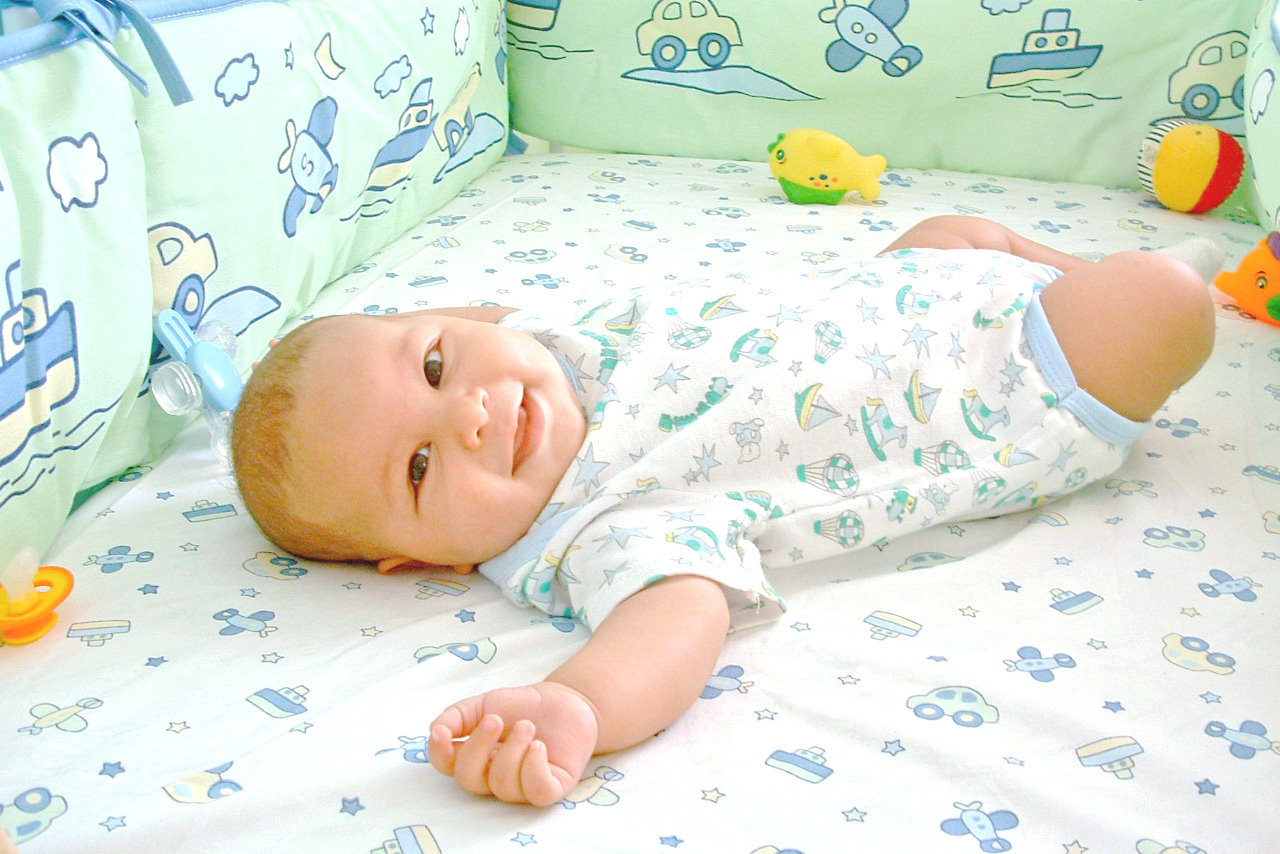
روانشناسی تکوینی

روان‌شناسی رشد یا روان‌شناسی تحولی شاخه‌ای از روان‌شناسی است که به بررسی تغییرات ذهنی، هیجانی، رفتاری و جسمی انسان در طول زندگی می‌پردازد. این رشته تلاش می‌کند بفهمد انسان‌ها از هنگام تولد تا پیری چگونه فکر می‌کنند، یاد می‌گیرند، احساس می‌کنند، رفتار می‌کنند و رشد می‌کنند. روان‌شناسی رشد نه‌تنها به کودکی و نوجوانی توجه دارد، بلکه به دگرگونی‌های دوران بزرگسالی و سالمندی نیز می‌پردازد.
در این رشته، موضوعاتی مانند زبان‌آموزی، شکل‌گیری هویت، رشد اخلاقی، وابستگی به والدین، تأثیر تربیت و آموزش، و چگونگی درک کودک از جهان مورد مطالعه قرار می‌گیرد. روان‌شناسان رشد همچنین به دنبال کشف این هستند که چگونه ژن‌ها، محیط، خانواده، فرهنگ و تجربه‌های زندگی در روند رشد انسان نقش دارند. هدف نهایی این رشته، درک بهتر از روند رشد طبیعی انسان و کمک به بهبود وضعیت روانی و رفتاری افراد در مراحل مختلف زندگی است.

## توصیف
روان‌شناسی تحولی (به انگلیسی: Developmental psychology) که در سال‌های گذشته با عنوان روان‌شناسی ژنتیک (تکوینی) شناخته می‌شد؛ شاخه‌ای از علم روان‌شناسی است که به توصیف و تبیین تغییرات در طول زندگی فرد می‌پردازد و از رشته‌های مختلف زیست‌شناسی، جامعه‌شناسی، تعلیم و تربیت و پزشکی کمک می‌گیرد. اگر چه روان‌شناسی تکوینی به تمام مراحل زندگی انسان از تولد تا مرگ می‌پردازد، اما بر کودکی و نوجوانی تأکید دارد.
روان‌شناسان تکوینی در پی آن هستند تا چگونگی تکوین روانی انسان را در طول زمان تعیین کنند، برای تحقق این هدف روان‌شناسان، رفتار افراد را در سنین مختلف به دقت مورد مشاهده قرار می‌دهند. از سوی دیگر روان‌شناسان به تبیین تکوین می‌پردازند که در آن دو الگوی عمومی و اختصاصی را مد نظر دارند. سومین هدف روان‌شناسی تکوینی این است که حاصل مطالعات توصیفی و تبیینی خود را در مورد پرورش انسان به کار بگیرد و تکامل روانی انسان‌ها را به حداکثر برساند. این جنبه کاربردی رشد خصوصاً به کودکان و نوجوانانی که به دلایلی دچار نارسایی در رشد شده‌اند، می‌پردازد.
رشد انسان جریانی است که به صورت مراحل پیوسته ظاهر می‌شود. هر مرحله به صورت طرح و سازمان متفاوتی از تکرار جریان‌های مرحلهٔ قبل است. الگوهای قبلی را می‌توان مقدمه‌ای دانست که به عنوان جزئی از سطح رشدى بعد در می‌آیند.
روان‌شناسی تکوینی، علمی است که جریان تحولات و تغییرات (کمی و کیفی) جسمی، ذهنی، عاطفی، و عملکرد فرد را در طول عمر از لحظه تولد (از لحظه انعقاد نطفه) تا هنگام مرگ مطالعه می‌کند.

## اصول روان‌شناسی تکوینی
۱. رشد انسان جریانی مرحله‌ای و پیوسته‌است: رشد پیوسته‌است ونه ناپیوسته. مراحلی که برای رشد اشاره می‌شود جدا از هم نیستند بلکه مانند یک خطی از یک نقطه شروع و بدون تمایز ادامه می‌یابد.
تقسیم‌بندی دوره‌های مختلف زندگی بر اساس نوع دیدگاه و زمینه‌های مطالعاتی در رشد صورت می‌گیرد. به‌طور مثال پیاژه رشد (تحول شناختی) انسان را در چهار مرحله و تا پایان ۱۶ سالگی، اریکسون رشد روانی – اجتماعی انسان را از تولد تا پایان عمر و در ۸ مرحله مطرح می‌کند.
به‌طور کلی و باتوجه به ویژگیهای مشترک و تکالیف یکسان انسان در دوره‌های مختلف سنی می‌توان رشد انسان را در ۹ مرحله یا دوره مطرح کرد: (سنینی که برای هر کدام از مراحل اشاره می‌شود صرفاً تقریبی است)
1. پیش از تولد انعقاد نطفه تا تولد
2. کودکی ۱، دو تا شش سالگی
3. کودکی ۲، شش تا دوازده سالگی
4. نوجوانی دوازده تا بیست سالگی
5. جوانی بیست تا سی و پنج سالگی
6. میانسالی سی و پنج تا پنجاه سالگی
7. پختگی پنجاه تا شصت و پنج سالگی
8. پیری شصت و پنج سالگی به بعد

۲. رشد انسان دارای الگوهای قابل پیش‌بینی است. (الف- قانون سری – پایی ب- قانون مرکزی- پیرامونی)
بر اساس قانون سری – پایی رشد انسان ابتدا از سر شروع و در نهایت در پا خاتمه می‌یابد. کودک تازه متولد یافته ابتدا در سر رشد می‌کند و بعد از رشد گردن می‌تواند سر خود را نگهدارد. وبعد از رشد عضلات شانه، شکم و کمر است که می‌تواند بخزد و بنشیند. آنگاه که رشد کافی در عضلات پا را کسب کرد قادر به ایستادن و سپس راه رفتن می‌شود.
1. تفاوتهای فردی در رشد: تنوع زیادی از نظر رشدی درمیان افراد وجود دارد. این اصل به مفهوم تفاوتهای فردی در میان انسان‌ها اشاره می‌کند. همچنانکه می‌دانیم ویژگیهای ژنتیکی هر انسان منحصر به فرد می‌باشد لذا هر فرد با توجه به همان ویژگیها و تأثیر محیط می‌تواند شکل واحدی در رشد داشته باشد با اینحال برای راحتی در تحقیقات و ارائه الگو به یک سطح در رشد اشاره می‌شود که ما باید در تعمیم دهی دچار خطا نشویم، و این نکته را در نطر بگیریم همیشه یک فرد دارای ویژگیهای مخصوص به خود می‌باشد اگر چه در خیلی از ویژگیها با گروه خود مشترک باشد.
2. نباید انتظار داشت تمام کودکان همسن، شیوه رفتار معینی داشته باشند.
3. تفاوتهای فردی، اعتبار و مسئولیت ویژه‌ای برای هر فرد ایجاد می‌کند و به او وجود مستقل می‌بخشد.
4. برای تربیت کودکان نمی‌توان از روش‌های مشابه استفاده کرد.
5. رشد انسان دارای ابعاد مختلف و فرایندی پیچیده‌است.
6. رشد جسمی و حرکتی
7. رشد روانی (شناختی، عاطفی، اجتماعی، اخلاقی)
8. دوره‌های حساس در رشد: تغییرات محیط بیشترین تأثیر کمی را زمانی بر ویژگی دارند که درحال سریعترین تغییر خود باشد و کم‌ترین تأثیر در ویژگی در زمان کمتر تغییر آن است. این اصل به مفهوم وجود دوره‌های حساس در زندگی اشاره دارد، مانند رشد قد در زیر یک سال و وجود امکانات محیطی از جمله تغذیه مناسب می‌تواند در افزایش آن تأثیر داشته باشد.
9. هرگونه وقفه‌ای که در تداوم رشد به‌وجود آید معمولاً به عوامل محیطی مربوط است:

رشد معمولاً با همان سرعتی که شروع شده پیش می‌رود. کودکانی که زود به حرف می‌آیند یا زود به راه می‌افتند معمولاً و احتمالاً در مقابل با کودکانی که دیر به حرف می‌آیند یا دیر به راه می‌افتند در بزرگسالی باهوش ترند.
۷. وراثت و محیط هردو در رشد تأثیر دارند: تحقیقات روانشناسان رشد نشان داده‌است که وراثت (آمادگیهای ارثی که از طریق ژن به فرزندان انتقال می‌یابد) و محیط (فراهم بودن امکانات لازم جهت افزایش توانمندیهای کودک) می‌تواند در وضعیت آینده کودک تأثیر داشته باشد.

## محیط
عوامل محیطی را می‌توان به این شکل تقسیم کرد:

## الف: عوامل محیطی پیش از تولد
عوامل محیطی قبل از تولد در رشد فرد تأثیر مهمی دارد که ما به مهمترین آنها اشاره می‌کنیم.
۱. سن مادر: به‌طور کلی زنانی که از مراقبتهای بهداشتی، پزشکی و تغذیه مناسب برخوردار باشند، می‌توانند در هر سنی نوزادان سالمی به دنیا آورند و خود نیز سالم بمانند. اما به اعتقاد بسیاری از متخصصان بهترین زمان برای حاملگی سنین بین ۲۰ تا ۳۵ سالگی است. سنین پایینتر از ۲۰ سالگی به دلیل وزن کم و عدم رشد کافی احتمال مشکلات حاملگی، از قبیل کم خونی و مسمومیت حاملگی بیشتر است. این موضوع و خطرات ناشی از نارس بودن نوزاد، کم وزنی در سنین بالاتر از ۳۵ سالگی علی‌الخصوص بالای ۴۰ سالگی بروز اختلالات کروموزومی به ویژه سندرم داون بیشتر است.
1. تغذیه: زنان حامله باید رژیم غذایی مناسب داشته باشند تا بتوانند هم سالم بمانند و هم فرزندانی سالم به دنیا آورند.
2. داروها: اغلب داروها دارای تأثیرات منفی بر سلامت جنین هستند. داروهایی نظیر الکل، نیکوتین، هورمون‌ها، بعضی از پادتن‌ها، هروئین، متادون همگی در جنین تأثیرات مخربی می‌گذارد. بسیاری از نوزادانی که مادران شان در دوران حاملگی داروهای فوق را مصرف می‌کردند، علائمی از اختلالات رفتاری از خود نشان دادند.
3. بیماری‌ها و اختلالات مادر: بیماریهای ویروسی نظیر سرخجه، آبله مرغان در دوران اولیه بارداری بسیار خطرناک است؛ و یکی از سخت‌ترین بیماریهای ویروسی در سه‌ماهه اولیه بارداری سرخجه است که ممکن است منجر به ناهنجاریهای قلبی، ناشنوایی، نابینایی یا عقب ماندگی ذهنی نوزاد شود. اختلالات و بیماری‌های دیگر نظیر ایدز، سیفلیس، مسمومیت حاملگی نیز موجب اختلالاتی در نوزاد خواهد شد.
4. عامل ارهاش: اگر مردی با ارهاش مثبت با زنی با ارهاش منفی ازدواج کند، چنانچه فرزندشان ارهاش مثبت داشته باشد ممکن است خون مادر در مقابل ارهاش مثبت پادتن تشکیل دهد. در بارداری بعدی این پادتن‌ها ممکن است به ارهاش مثبت خون جنین حمله کند. این تخریب ممکن است مختصر یا گاهی باعث فلج مغزی، ناشنوایی یا عقب ماندگی ذهنی شود. خوشبختانه این مشکل قابل کنترل است و می‌توان بعد از تولد نوزاد و با آزمایش خون آن (نمونه بند ناف) چنانچه مادری ارهاش منفی و فرزند ارهاش مثبت دارد، با تزریق آمپول روگام از تولید پادتن خون مادر جلوگیری شود.
5. اضطراب مادر: اگر چه بین سیستم عصبی مادر و جنین هیچ ارتباطی وجود ندارد، اما حالات عاطفی مادر مانند، نفرت، ترس و اضطراب در سیستم عصبی مادر تأثیر گذاشته باعث آزادسازی بعضی از مواد شیمیایی (مانند اپی نفرین و استیل کولین) و وارد شدن آن به جریان خون می‌شود و همچنین تحت این شرایط بعضی از غدد فعال شده و مقادیر زیادی هورمون را به خون وارد می‌کنند. این تغییرات از طریق جفت به جنین  منتقل می‌شود و باعث تأثیرات منفی بر جنین خواهد شد.

## ب: عوامل محیطی پس از تولد
1. محیط فرهنگی و اجتماعی: در هر جامعه ای سنت‌ها، باورها نگرشها و به‌طور کلی فرهنگ خاصی حاکم است. در آن فرهنگ برای اینکه فرد به عنوان عضو جامعه پذیرفته شود، خانواده و سایر اعضای جامعه تلاش می‌کنند در پرورش وی ارزشها و باورهای جامعه را لحاظ کنند و بر اساس فرهنگ حاکم بر جامعهٔ خود به تربیت فرزندان بپردازند. به‌طور مثال در بعضی از جوامع توجه به فردیت باعث تربیت افراد مستقل می‌شود یا در بعضی دیگر از فرهنگ‌ها روح همکاری و جمع گرایی به عنوان یک اصل پذیرفته شده و رفتارهای متناسب با آن مورد توجه و تشویق قرار می‌گیرد. به نظر بسیاری از روان شناسان، فرهنگ و جامعه باعث نوعی نگرش در آموزش و پرورش شده، باعث ایجاد تبعیض در رشد شناختی کودکان و نوجوانان می‌شود. به عنوان نمونه انتظار پیشرفت در ریاضیات و مهندسی برای پسران و شغل‌های متناسب با آن و انتخاب اسباب بازی‌های متناسب با جنسیت باعث نوعی نگرش سوگرانه شده و بالطبع در رشد توانمندی‌های آنها تأثیر مستقیم می‌گذارد.
2. محیط اقتصادی: کودکی که متولد می‌شود با توجه به وضع اقتصادی والدین از امکانات و محرک‌هایی برخوردار است. روشن است چنانچه وضعیت اقتصادی خانواده و جامعه در سطح بالایی باشد کودک و نوجوان از حداکثر امکانات محیطی، چه در محیط خانواده و چه در مدرسه برخوردار خواهد بود. این افراد به لحاظ فضای زندگی، وسایل بازی و محرک‌های مناسب جهت پرورش قوای حسی از تحریکات مناسبی برخوردار هستند.
3. محیط خانوادگی: نوع ارتباط والدین با همدیگر و همچنین چگونگی تعامل آنها با فرزندان می‌تواند در چگونگی شکل‌گیری شخصیت تأثیر بسزایی داشته باشد. یکی از بحث‌های مهم در روان‌شناسی رشد کودک و نوجوان، نحوه ارتباط والدین است. به طوری که در اکثر نظریه‌های رشد کودک و نوجوان، به اهمیت رفتار والدین توجه شده‌است. رفتار والدین با فرزندان چه خشن و چه محبت آمیز، چه منع کننده باشد و چه او را آزاد بگذارند غالباً مطابق الگوی فرهنگی خاص که در آن جامعه قرار دارد انجام می‌گیرد. عواملی متعددی در محیط خانوادگی می‌تواند در رشد کودک و نوجوان تأثیر بسزایی داشته باشد که اهم آن عبارتند از:

- شیوه‌های تربیتی یا روشهای فرزندپروری
- وضع اقتصادی خانواده
- تعداد افراد خانواده
- وضع روان‌شناختی والدین
- تحصیلات والدین
- پذیرش فرزند
- نگاه والدینی
- روابط برادران و خواهران

عوامل اشاره شده در رشد کودک و نوجوان بسیار با اهمیت می‌باشد. خانواده‌ای که از لحاظ اقتصادی در سطح مطلوبی باشد، والدینی که از تحصیلات بالایی برخوردار باشند، نگاه مسئولیت پذیر در والدین، پذیرش بدون قید و شرط بدون توجه به ناتوانیهای فرزند و… محیط مطلوبی را برای رشد همه‌جانبه کودک و نوجوان ایجاد می‌کند.
در زمینه ارتباط صحیح والدین و کودک کتابهای بسیار مفیدی نوشته شده که غالباً ترجمه می‌باشد. اما یکی از کتابهای بسیار مفید در این زمینه کتاب «نگران بچه؛ روش‌های روانشناختی رفتار با کودک» نوشته دکتر احمد اسماعیل‌زاده برزی است.
1. همسالان
2. مدرسه

## یادگیری تقلیدی و رشد زبانی کودک
یادگیری کودکان اغلب از طریق تقلید کردن از رفتار بزرگسالان صورت می‌گیرد و آنان ابتدا یادگیری را با تقلید شروع می‌کنند. در این دورهٔ سنی، سرعت بسیار زیادی در رشد زبان کودکان وجود دارد.
کودکان در این دورهٔ سنی، روزانه حدود ۵۰ کلمه جدید یادمی‌گیرند و کلمات بسیار زیادی را می‌فهمند.
درواقع فهم آنان در پایان ۳ سالگی، بیشتر از صحبت کردنشان است. کودکان ممکن است در ۳ سالگی، صحبت کنند ولی مطمئناً تعداد کلماتی که یادگرفته اند بیشتر از آنی است که بیان می‌کنند.
آنان در ۳ سالگی بیش از ۱۲۰۰ کلمه به کار می‌گیرند و با آن کلمات صحبت می‌کنند. در ۵ سالگی آنان بین ۵۰۰۰ تا ۶۰۰۰ کلمه بکار می‌گیرند. در طی این دوره، جملات کودکان به مرور پیچیده‌تر می‌شود و در جمله به تدریج کلمات بیشتری به کار می‌برند. در صحبت کردن نیز نسبت به قبل که دو یا سه کلمه را به کار می‌گرفتند، لغات بیشتری را به کار می‌گیرند و به‌طور متوسط بیش از چند لغت بکار می‌گیرند، آنان اکثراً با صدای بلند با خودشان صحبت می‌کنند و کلماتی را که شنیده‌اند به کار می‌گیرند و در عین حال تلاش می‌کنند تا رفتار خودشان را کنترل نمایند.
در این سن کودکان بسیار سؤال می‌پرسند و هدف آنان از این پرسش‌ها یا ارضای کنجکاوی است یا اینکه به دلیل به دست آوردن توجه بزرگسالان است.
در این سن آنان رابطه‌های ساده مفاهیم، مهارت‌ها و کارهای روزمره و… را می‌فهمند و به خاطر می‌سپارند و اکثراً به تقلید از بزرگسالان؛ خودشان آن کارها را انجام می‌دهند.
آنان در این سن، مفهوم‌های خاص مثل: بالا و پایین، رو و زیر، این طرف و آن طرف و… را می‌فهمند و درک می‌کنند و در صحبت‌های روزمره از آن‌ها به فراخور موضوع استفاده می‌کنند. مفاهیم زمانی، مثل: امروز، دیروز و فردا، مفاهیم مکانی مانند: خانه و بیرون از خانه و مغازه‌ها و پارک را درک می‌کنند و این توانایی را دارند تا اشیاء را طبقه‌بندی کنند، مثل: غذاها، حیوانات و گل‌ها.